# Atherix
Atherix is een geslacht van vliegen uit de familie van de waterdazen (Athericidae).

## Soorten
- Atherix pachypus Bigot, 1887
- Atherix variegata Walker, 1848
- Atherix vidua Walker, 1849
- Atherix lantha Webb, 1977
- Atherix aurichalcea Becker, 1921
- Atherix ibis (Fabricus, 1798)
- Atherix picta Loew, 1869